# Mitre peinte de la Sainte-Chapelle
 (mai 2025).
La mitre peinte de la Sainte-Chapelle est une mitre d’évêque datant des environs de 1365 provenant probablement du trésor de la Sainte-Chapelle. Elle est conservée depuis 1892 au musée de Cluny.

## Historique de l’œuvre
La mitre provient probablement du trésor de la Sainte-Chapelle, une pièce très similaire étant décrite dans l’inventaire réalisé au XVIIIe siècle. Elle est acquise par le musée de Cluny en 1892.

## Description
La mitre est réalisée en soie blanche et mesure 93 cm de haut pour 22,5 cm de large. Elle est décorée de grisailles réalisée à la plume et au pinceau avec de l’encre de chine,. La face avant comporte une scène de la Résurrection du Christ et a face arrière les épisodes de la mise au tombeau et de la lamentation, dans les deux cas dans un décor d’architecture. Le circulum, bande faisant le tour de la mitre dans sa partie inférieure, montre quant à lui les douze apôtres, représentés en trois-quart sous des dais architecturés. Enfin les fanons sont décorés de deux anges et d’une Vierge à l’Enfant adorée par un évêque, là encore au sein d’un abondant décor architectural.

## Analyse
Bien que l’auteur de cette mitre ne soit pas connu, le style et l’utilisation, rare, de la technique de la grisaille sur soie blanche évoque le Parement de Narbonne. Le style est également proche de celui des Très Belles Heures de Notre-Dame, elles aussi attribuées au maître du Parement de Narbonne. Ce dernier a parfois été identifié au maître aux Boqueteaux ou à Jacquemart de Hesdin, mais ces attributions sont vraisemblablement erronées.
Néanmoins, la qualité inférieure du dessin par rapport au Parement, ainsi que les erreurs de proportions des figures, dont les expressions sont moins finement exécutées, laissent à penser que, si la mitre a bien été réalisée dans le même atelier, elle n’est peut-être pas de la main du maître. Les motifs sont également plus anciens, ce qui laisse à penser qu’elle est antérieure au Parement et pourrait dater des années 1360. La représentation de Marie-Madeleine se lamentant avec le bras levé est en effet plus courant pendant cette décennie que durant la suivante.
Selon les Ordines Romani, l’évêque doit porter une mitre blanche, appelée mitre simple ou mitre de deuil, pour les messes des morts, ainsi que les jours de Carême et de l’Avent. La couleur blanche, l’utilisation de la grisaille ainsi que les scènes représentés indiquent qu’il s’agit vraisemblablement d’une miter de ce type.